# Scheuchzeriaceae
- Commons
- Wikispecies

Scheuchzeriaceae é uma família de plantas pertencente à ordem Alismatales, que inclui o género Scheuchzeria L. com oito espécies:

## Espécies
- Scheuchzeria palustris L.
- Lista das espécies

## Classificação do gênero
| Sistema | Classificação                    | Referência               |
| ------- | -------------------------------- | ------------------------ |
| Linné   | Classe Hexandria, ordem Trigynia | Species plantarum (1753) |

### Scheuchzeriaceae
- (em inglês)  Scheuchzeriaceae  em Flora of North America
- (em inglês)  Scheuchzeriaceae  em Madagascar Catalogue
- (em inglês)  Scheuchzeriaceae  em Monocot Families (USDA)
- (em inglês) Referência ITIS: Scheuchzeriaceae
- (em inglês) Referência NCBI Taxonomy: Scheuchzeriaceae
- (em inglês) Referência GRIN gênero Scheuchzeriaceae

### Scheuchzeria
- (em inglês)  Scheuchzeria  em Flora of North America
- (em inglês) Scheuchzeria em Stevens, P.F. (2001 onwards). Angiosperm Phylogeny Website. Version 6, May 2005 (continuously updated since).
- (em inglês) Referência ITIS: Scheuchzeria
- (em inglês) Referência NCBI Taxonomy: Scheuchzeria
- (em inglês) Referência GRIN gênero Scheuchzeria
- (em inglês) USDA Plants database: Scheuchzeria palustris